# عرابة (جنين)
عرابة (بالإنجليزية: Arraba) بلدة فلسطينية تقع حوالي 12 كم جنوب غرب مدينة جنين وتتبع محافظة جنين ويزيد عدد سكانها عن 11,479 نسمة جميعهم مسلمين. وترتفع عن سطح البحر حوالي 400 متر.

## التسمية
عَرَّابة فلسطين البلدة الفلسطينية بفتح أولها وتشديد ثانيها مع الفتح. حيث تضاربت الروايات والأقوال في سبب تسميتها بهذا الاسم، فلعلها سميت كذلك لأنها تقوم على أطلال عَرُّوبوت التي ذُكرت في نقوش المصريين القدماء، وقد تكون عرّابة من كلمة عرَّبَ السريانية بمعنى غَربلَ الحبَّ ونقّاه، ويحتمل أن تكون من غرّبَ أي ذهب غرباً، وقيل أنها سميت كذلك لوقوع البلدة على ربوة من الأرض فسميت عَرَابية أي على رابية، ثم حرفت لتنطق عَرَّابة، على أنّ الأصول الثلاثة لهذه اللفظة هي العين والراء والباء «عَرَبَ»، وهناك رواية تقول أنها سميت على اسم نبي كان يسكنها وهو النبي «إعرابيل» والمدفون في المسجد الشرقي الكبير في البلدة، وهناك عرابة البطوف في فلسطين 48، الواقعة في الجليل الأعلى.

## التاريخ
يعود تاريخ عرابه إلى بداية الحضارة في المنطقة انطلاقا من ال كنعانيين والمؤابيين وصولا إلى الأشوريين فالأنباط فاليونان القديمة فالرومان فالبيزنطيون فالمسلمين العرب. وهناك عدة اراء في سبب تسمية البلدة بعرابه، فمنهم من قال انها نسبة إلى قبر النبي عرابين، ومنهم من قال ان عرابه هي اختصار لكلمتي على رابيه أي على منطقة مرتفعة.وقيل أيضاً قد تكون قائمة على قرية عروبوت التي ذُكرت في النقوش المصرية القديمة، ويظن بعضهم أن أرُبُوت بمعنى طاقات كانت تقوم على مكان عرابه اليوم، وكانت عرابة في القدم مركز جنين (محافظة)، حيث كان فيها جميع الدوائر الحكومية في زمن العثمانيون، وحتى اليوم تعد عرابة من أشهر قرى مدينة جنين (مدينة).

### الدولة العثمانية
وقعت عرابة تحت سيطرة الدولة العثمانية كسائر أراضي فلسطين عام 1517 وقد دفعت الضرائب على القمح وعلى الشعير والمحاصيل الصيفية وشجر الزيتون والإيرادات والنعج وخلايا النحل وعلى عصر الزيتون والعنب.
عرابة هي أصل عشيرة عبد الهادي التي تملك أراض في كل من العفولة وبيسان جنين (مدينة) ونابلس. وفي خمسينات القرن التاسع عشر سحبت القوات العثمانية جنودها من المنطقة نتيجة لحرب القرم. وفي 1859 تحالف الجنود العثمانيون مع عدد من القادة المحليين ضد عشيرة عبد الهادي واقتحموا عرابة. وهرب أفراد من عشيرة عبد الهادي فيما قبض على الآخرين، وقد هدمت التحصينات ونهبت القرية. وعبر إخضاع قرية عرابة أخضع أخر معقل لحكم مستقل لمنطقة نابلس.
قام المستكشف الفرنسي فيكتور جويرين بزيارة القرية عام 1870 ووصفها ب: «تقع هذه القرية على هضبة، وهي مقسمة إلى ثلاث مساكن، أحدها يحيط به سور محصن مع عدد من الأبراج. والآن قد دمر الجزء الأكبر منه، فقد أطيح نتيجة لحصار استمر عدة سنوات نتيجة لثورة ضد قائم مقام نابلس (توازي رتبة عقيد في مصطلحاتنا المعاصرة)» وفي عام 1882, وصف صندوق استكشاف فلسطين الخاص بغرب فلسطين، فوصفت ب«قرية كبيرة إلى الجنوب من سفح تل، والبيوت الشمالية تقع على أرض عالية. هناك مسجد في الوسط، ومبنى أو مبنيين كبيريين، من ضمنها بيت الشيخ. تخرج المياه من آبار في القرية وعلى جانب الطريق في اتجاه الشمال. وهناك تلة من الحجر القاحل بين جنوب القرية والهضبة (سهل عرابة) إلى الشمال. العديد من أشجار الزيتون المبعثرة حول القرية حيث المنطقة الخالية من الأحياء. أهل القرية أغنياء وعنيفين، وهم يملكون العديد من الأراضي في شمال الهضبة.»
وقد بنى العثمانيون محطة لخط سكك حديد مرج بن عامر (جزء من خط حديد الحجاز) التي تمر بعرابة وتنتهي بنابلس. Arraba, Jenin#cite ref-13

### الانتداب البريطاني
في تعداد فلسطين 1922 الذي أجراه الانتداب البريطاني على فلسطين بلغ عدد السكان في عرابة 2,196 جميعهم مسلمون. في تعداد 1931 ارتفع إلى 2,500 جميعهم مسلمون. في عام 1945 بلغ عدد السكان 3,810 عربيا مع 39,901 دونما، كما قالت دراسة استقصائية رسمية. خمس دونمات استخدمت لزراعة الحمضيات والموز. 3,568 دونما استخدم للبيارات والأراضي القابلة للزراعة. 23,357 دونما استخدم لزراعة الحبوب، بينما 315 دونما استخدم للبناء.

### النكبة
مع اندلاع حرب 1948 , وحتى هدنة 1949 بقيت تحت الحكم الأردني.

### النكسة
في حرب الأيام الستة أصبحت عرابة تحت السيطرة الإسرائيلية.

## الجغرافيا
تقع عرابة القديمة على تلة ربوة مرتفعة تمتد من شرق إلى غرب، ولكنها أخذت بالتوسع والامتداد العمرانيّ الأفقي لتشمل المنخفضين «الواديين» المحاذيين لتلك التلة، حتى وصل امتدادها الآن إلى التلال المجاورة.ترتفع عرابة عن سطح البحر 500 متراً، وإحداثيّ البلدة هو «32.24 شمالاً × 35.12 شرقاً». تبعد عن بيت المقدس باتجاه الشمال نحو 100 كيلو مترٍ، وتقع إلى الجنوب الغربي من مدينة جنين (مركز المحافظة) وتبعد عنها نحو 12 كيلو متراً، وعرّابة كانت وما زالت من كبريات البلدات في محافظة جنين سكاناً ومساحةً. يحدّها من الشرق مركة (جنين) وقباطية (جنين) ومن الغرب النزلة الشرقية وقرية صيدا (فلسطين) ومن الجنوب قرية فحمة (جنين) وبلدة عجة ومن الشمال قرية كفيرت ومن الشمال مائلاً للغرب بلدة يعبد.

## السكان
بلغ تعداد السكان عام 1922 م حوالي 2196 نسمة، ارتفع إلى 3810 نسمة عام 1945 م، وبلغ عدد سكانها عام 1967 م حوالي 4200 نسمة، تضاعف إلى 6100 نسمة عام 1987 م، ويقدر عدد سكان حالياً وفق تقديرات جهاز الإحصاء المركزي 18000 نسمة. ولكنّ الظروف التي مرت بها البلدة عرابه خصوصاً وفلسطين عموماً منذ بدايات القرن العشرين كان لها الأثر الكبير في خروج الكثير من سكانها طوعاً للبحث عن العمل ولقمة العيش في كل بقاع الأرض، أو كرهاً إلى بلدان الجوار كالأردن وسوريا ولبنان والعراق نتيجة الاحتلال العسكري الإسرائيلي لفلسطين منذ عام 1948 م، ويقدر أبناء عرابة في الخارج بأكثر من 50000 نسمة.

### أعلام البلدة
| الرقم | الاسم                              | تاريخ الولادة  | تاريخ الوفاة   | ملاحظات                                                                                | مرجع  |
| ----- | ---------------------------------- | -------------- | -------------- | -------------------------------------------------------------------------------------- | ----- |
| 1     | حسين عبد الهادي بك العرابي         | غ/م            | 1835           | حاكم إيالة صيدا                                                                        |       |
| 2     | سامي طه                            | 1916           | 11 سبتمبر 1947 | أحد رواد الحركة العمالية والنقابية العربية في فلسطين الانتدابية                        | [ 4 ] |
| 3     | مصطفى علي العلي الزبري             | 15 مايو 1938   | 27 أغسطس 2001  | الأمين العام للجبهة الشعبية لتحرير فلسطين (2000–2001)                                  | [ 5 ] |
| 4     | صالح رأفت سعيد صالح                | 30 أكتوبر 1945 |                | عضو اللجنة التنفيذية لمنظمة التحرير الفلسطينية، ورئيس الدائرة العسكرية فيها            |       |
| 5     | إسماعيل التلاوي                    | 1951           |                | أمين عام اللجنة الوطنية الفلسطينية للتربية والثقافة والعلوم                            |       |
| 6     | حسن إبراهيم حسن أبو لبدة           | 8 نوفمبر 1954  |                | إحصائي وسياسي، كان وزيرًا للتنمية الاجتماعية، والعمل والاقتصاد الوطني                   |       |
| 7     | عبد السلام عارف عبد الوهاب العطاري | 20 سبتمبر 1965 |                | شاعر وكاتب فلسطيني                                                                     |       |
| 8     | رياض محمد يوسف عطاري               | 9 مايو 1963    |                | وزير الزراعة في حكومة محمد اشتية                                                       |       |
| 9     | علام سعيد أنيس موسى                | 25 مارس 1966   |                | وزير الاتصالات وتكنولوجيا المعلومات والنقل والمواصلات في حكومة رامي الحمد الله الثالثة |       |
| 10    | طارق عز الدين                      | 14 سبتمبر 1974 | 9 مايو 2023    | أحد قادة الجهاد الإسلامي في فلسطين، اغتاله الاحتلال الإسرائيلي                         |       |
| 11    | خضر عدنان محمد موسى                | 24 مارس 1978   | 2 مايو 2023    | أحد أعضاء حركة الجهاد الإسلامي في فلسطين، استشهد في سجون الاحتلال الإسرائيلي           |       |
| 12    | أحمد نجيب محمد عساف                | 5 أغسطس 1974   |                | المشرف العام على الإعلام الرسمي الفلسطيني ورئيس وكالة وفا                              | [ 6 ] |
| 13    | محمود عبد الله علي عارضة           | 8 نوفمبر 1975  |                | أسير فلسطيني محكوم بالسجن المؤبد بالإضافة إلى خمسة عشر عامًا                            |       |

## الاقتصاد
تبلغ مساحة أراضي البلدة (39901) دونماً تتوزع بين الجبل والسهل، وتمتاز بخصوبة التربة التي تتنوع بين التربة البيضاء، والتربة الحمراء، وأراضها خصبة، والأمطار الموسمية يصل معدلها إلى (580)ملم في السنة تقريباً، ولسهل عرابة الخصيب شهرة واسعة، فهو ينتج الغلال الشتوية من الحبوب المختلفة مثل القمح والشعير والعدس والبرسيم والذرة والسمسم، كما ينتج المحاصيل الصيفية التي تعتمد على مياه الأمطار كالخضراوات على أنواعها، مثل: البندورة وكوسى والبامية والفقوس والخيار والبصل والشمام والملفوف والفلفل والملوخية... ويمتد سهل عرابه من شرق إلى غرب، أي من قباطية (جنين) ومثلث الشهداء وحتى برقين (جنين) شرقاً ويمتد نحو الغرب بمحاذاة كفر قود وكفيرت وعرابه حتى يصل إلى يعبد غرباً، ويشارك أهل القرى والبلدات المذكورة في استملاك وزراعة جزء كبير من سهل عرابة، ولتوفر المياه الجوفية الآبار الارتوازية في منطقة قباطية (جنين) وبرقين (جنين) فإن السكان يزرعون محصولين في السنة الواحدة، وخاصة في البيوت البلاستيكية (الدفيئات) التي أصبحت منظراً مألوفاً للغادي والرائح عبر سهل عرابة، وهو يعدّ من السهول الداخلية الخصبة الناتج من ترسبات التربة (الطميّ) حيث يحاط بسلسلة من الجبال العالية، ويفصله عن عرابة أرض جبلية وعرة. أما ما ينتجه هذا السهل من غلال كالحبوب والخضراوات فيصدر إلى الأسواق الداخلية كجنين (مدينة) ونابلس وطولكرم، وقليل منه يصدر إلى الأسواق الخارجية كالأردن.
أما المساحة العظمى من أراضي عرابة فهي جبلية وعرة ولكنها ذات تربة خصبة، تغطيها أشجار الزيتون المباركة، وأشجار اللوز والتين والعنب، وتنتج أيضاً المحاصيل الشتوية كالفول والعدس والشعير والبرسيم، ناهيك عن مئات الأنواع من النباتات والأعشاب البرية، كشجر البلوط والصنوبر والسريس.. وأعشاب كالزعتر والطّيّون والخافور والأقحوان وشقائق النعمان (توضيح) والعوينة والعجرم والشومر البري والخرفيش واللوف والعكّوب... ومنها ما هو طبيّ يستفيد منه الأهالي في معالجة بعض الأمراض. أما شجرة الزيتون التي تمتد فوق تلالها وجبالها كبساط أخضر، فهي مورد اقتصادي مهم للسكان، وقد ازداد اهتمام الفلاحين بزراعة هذه الشجرة المباركة في الآونة الأخيرة لتغطي معظم أراضي البلدة، فحسب إحصاءات عام 1941 م كان في عرابة 337 دونماً مزروعة بأشجار الزيتون ولكن الرقم تضاعف الآن ليصبح بآلاف الدونمات، حيث تنتج عرابه مئات الأطنان من زيت زيتون سنوياً، ويصدر الفائض منه إلى الأسواق الداخلية والخارجية كالأردن ودول الخليج العربية
أما تربية الماشية فقد أخذت تتقلص شيئاً فشيئاً نتيجة عدم توفر مراعٍ كافية للرعي، إثر استصلاح تلك الأراضي وزراعتها بأشجار الزيتون، ونتيجة توجه السكان إلى مهنٍ أخرى، وبعض الفلاحين اتجه نحو تربية الأبقار في مزارع خاصة لإنتاج اللحم والحليب ومشتقاته، وآخرون أخذوا يهتمون بتربية الدجاج (اللاحم) لإنتاج اللحم و (الدجاج البيّاض) لإنتاج البيض، ولدعم الإنتاج تمّ تأسيس (جمعية مربي الثروة الحيوانية).
أما الحركة التجارية فقد تطورت في البلدة تطوراً ملحوظاً، حيث انتشرت المحلات التجارية وتوزعت في أحيائها وشوارعها، كالبقالات (بالمفرق والجملة)، ومحلات الملابس والأحذية، ومحلات مواد البناء، ومحلات قطع غيار السيارات، والصيدليات، ومحطات بيع المحروقات، ومكتبات القرطاسية... ولعرابة علاقات تجارية واسعة مع قرى وبلدات الجوار والمدن القريبة، فهي تصدر ما يفيض عن حاجتها من منتجات زراعية وصناعية، وتستورد ما تحتاجه من خلال حركة تجارية دائبة، ليصبح التبادل التجاري مصدراً مهماً لدخل سكان البلدة.
أما الصناعة فقد تبلورت مظاهرها بشكل جليّ، وخاصة بعد توفر الخدمات الرئيسة كالكهرباء والمياه وشبكات الطرق، ففي عرابة مصنعان لتصنيع الأعلاف وهو يغطي حاجة مربي الأغنام والأبقار والدواجن في المنطقة وخارجها، ومصنع للشيبس، ومحلات الحدادة التي ينتج بعضها الآلات الزراعية كـ (الترلات، والحمّالات، والمحاريث الزراعية، وتنكات المياه)، وتوجد محلات النجارة، ومحلات الألمنيوم، ومناشير الحجر والرخام (الشايش)، ومحلات تصليح السيارات (الميكانيك وكهرباءالسيارات والتجليس والبناشر).كما يوجد في عرابة معاصر الزيتون الحديثة ذات التقنية العالية.
أما في مجال العمل في المؤسسات والدوائر المختلفة فهناك عددٌ كبير من أبناء عرابة يعملون موظفين في المؤسسات والدوائر الحكومية المختلفة كالتعليم والصحة والأمن والزراعة والبلديات والجامعات.. وفي المؤسسات الأهلية، وكان لارتفاع نسبة التعليم الجامعي أثر بارز في ذلك، وكثير من هؤلاء الجامعيين يعملون في المهجر في الأردن وسوريا ودول الخليج العربية وعلى امتداد الأرض، وهم رافدٌ مهم في تطور الحركة الاقتصادية في عرابة.

## الحفيرة وأهميتها
بئر يوسف«حفيرة عرابة»: تتضارب الروايات اين يقع البئر من هذه الروايات: 

ذكر المؤرخ المقريزى وصفا لهذه البئر حيث قال: هذا البئر من العجائب استنبطها قراقوش.... وهذه البئر من عجائب الأبنية تدور البقر من أعلاها فتنقل الماء من نقالة في وسطها وتدور أبقار في وسطها تنقل الماء من أسفلها ولها طريق إلى الماء ينزل البقر إلى معينها في مجاز وجميع ذلك حجر منحوت ليس فيه بناء، وقيل أن أرضها مسامتة أرض بركة الفيل وماؤها عذب سمعت من يحكي من المشايخ أنها لما نقرت جاء ماؤها حلو فأراد قراقوش أو نوابه الزيادة في مائها فوسع نقر الجبل فخرجت منه عين مالحة غيرت حلاوتها.....
وعمق البئر يبلغ تسعين مترا منها حوالي 85 مترا محفورة في الصخر ن وتتكون من طابقين أو بئرين متساويين في العمق تقريبا وتبلغ مساحة مقطع البئر العلوية خمسة أمتار بينما يبلغ مقطع البئر السفلية من 3 إلى 2 م2، وكان البقر ينزل إلى البئر لتدوير ساقية تقع أعلى البئرين، وكان الغرض من هذه البئر عند حفرها هو توفير المياه اللازمة للشرب.
والرواية الأخرى: في مدينة نابلس وعلى بعد كيلومتر واحد واحد من البئر الذي اقيمت عليه كنيسة منذ 500 سنة يوجد قبر يوسف بحسب ما هو مذكور في التوراة. وتجدر الإشارة ان عيسى شرب من هذا البئر وهو في الاصل أرض اشترها يعقوب ل يوسف. كما تجدر الإشارة إلى أن مدينة نابلس مذكورة في التوراة وخصوصا جبل جرزيم وهو جبل البركة بالنسبة لاسباط يوسف وموسى وهو مذكور في التوراة 13 مرة. وهناك اقوال انه ليس البئر المقصود ولكن اثبت ان عيسى شرب من البئر واعطى موعظته للسامرية. وتوجد على بعد 5 كم الغرفة التي اعتكف بها يعقوب حزنا على يوسف وهي مغارة يدخل لها في سرداب وفوق الأرض مسكن يعقوب وهو جزء من مسجد الآن.
ولكن من الارجح ان البئر الحقيقي موجود في حفيرة عرابة حيث تقع أراضي ال موسى - جنين، حيث تملّك آل موسى الحفيرة (وهم فرع من عشائر أبوبكر الشقران) من عائلة عبد الهادي في القرن الماضي. حيث كانت الطريق التجاري تمر من سهل عرابة من الساحل الفلسطيني من مرج ابن عامر عبر قرية برقين حيث دخلها المسيح إلى طريق الحفيرة إلى قباطية عبر جبالها إلى الجنوب متجه إلى مصر ويقع بجانب الحفيرة جبل دوثان التاريخي الذي لا زال مع البئر موجودا إلى هذه اللحظة. وتقول الروايات التاريخية ان يعقوب عندما هرب من نابلس استقر في صانور وخاصة الجربا وكان ابناؤه يرعون الغنم في سهل عرابة مع تلالها الممتدة إلى قرى الساحل الفلسطيني.